# Microsoft Windows 3.0
Windows 3.0 er en del af Microsoft Windows, Windows 3.0 er ikke et egentlig styresystem, men en grafisk brugerflade, til at køre på toppen af MS-DOS. Windows 3.0 blev den første populære version af Microsoft Windows.

## Systemkrav
16MHz 286 Processor, 1 MB RAM, 6 MB ledig harddiskplads, 3,5" eller 5,25" diskettedrev, MS-DOS 3.1 eller højere.